# Marehan
Marehan Somalí: mareexaan; Árabe :مريحان, Marehan ben Ahmed ben Abderrahman ben Ismail ben Ibrahim al-Djaberti), es un clan somalí, uno de los principales subclanes de la gran confederación de clanes darod. La mayoría viven en las regiones de Jubbada Hoose, Gedo y Jubbada Dhexe en Somalia del suroeste, en Galguduud y Mudug en el centro, y en el Ogaden y noreste de Kenia .
Entre el siglo XVII y siglo XVIII formaron un sultanato en el noreste de Somalia, en el Nugaal. La mirra llevaría el nombre de esta tribu (Murryhan, después mareexaan), ya que mucha producción se hacía en su territorio.
En el siglo XIX el sultanato estaba en decadencia y una parte de los marehan emigraron durante el siglo hacia el sur (Jubalandia); los que permanecieron en Sool y Sanaag lucharon con el Diiriye Guure (1899-1920) de lo que fueron considerados los más leales. Los que emigraron son mencionados luchando en 1865 contra los oromos y en 1880 contra los boran o borana; los pueblos animistas y agricultores fueron dominados por los nómadas del norte.
Los marehan formaron una organización política ya antes de la independencia: la Marehan Union (1956 a 1969). El presidente de Somalia, Siad Barre , era un marehan y bajo su dirección se formó el Partido Socialista Revolucionario Somalí (Somali Revolutionary Socialist Party, SRSP) en 1970 , pero no tenía afiliación por clanes. El Frente Nacional Somalí (Somali National Front, SNF, (1991-2001) era de base marehan y opuesto a la Alianza del Valle del Juba (Juba Valley Alliance, JVA, creada en 2001).

## Grupos
Alianza del Valle del Juba, una facción política de la Guerra civil somalí.
El Partido Socialista Revolucionario de Somalia, Fue un partido político, también fue el partido dominante de la República Democrática de Somalia desde 1976 a 1991.
La "SNF", fue un movimiento rebelde y armó milicias en Somalia.

## Principales subclanes
- Hawraarsame
  - Yussuf Saleebaan (Reer Iidow)
    - Reer Dhoore
    - Reer Dhiblawe
    - Reer Kulow

  - Aadan Salebaan
    - Reer Jamac Nahar
    - Reer Xildid Nahar
    - Reer Kibiya Nahar
    - Reer Bisin Nahar
    - Reer Cilmi Nahar
    - Reer Guuled Nahar
    - Reer Madoobe Nahar

  - Mahmud Saleebaan
    - Reer Cadaawa
    - Reer Cigal
    - Reer Afgadud
    - Reer Hagar
    - Reer Cabdalle
    - Reer Ooman
- Wagardhac
  - Omar Dheer
  - Reer Gadiid
    - Reer Cismaan Gadiid
      - Reer Cali Cismaan
        - Cilmi Cali
        - Cabdulle Cali
        - Faarax Cali
        - Warfaa Cali
        - Waalid Cali
        - Max'ed Cali

      - Reer Axmed Cismaan (Axmed Yey)
      - Reer Gurey Cismaan

    - Reer Liibaan Gad.
    - Reer Max'ed Gad.
    - Reer Rooble Gad.
    - Reer Kooshin Gad.
    - Reer Shuuriye Gad.
    - Reer Faarax Gad.
    - Reer Warfaa Gad.
    - Reer Cigaal Gad.
    - Reer Jaamac Gad.
    - Reer Ciroobe Gad.

- - Reer Allamagan
  - Reer Bahal
  - Reer Caraaye
  - Reer Wardheere
    - Waalid Wardheere
    - Xaryan Waalid
    - Cali Waalid
    - Cabdi Waalid
    - Cilmi Waalid
    - Jaamac Waalid
    - Bihna Afrax
    - Faarax Wardheere
    - Kooshin Wardheere
    - Gaadaale Wardheere (Reer Cali-Dhoore)

  - Reer Afweyne
  - Reer Ciise
  - Sirrig
  - Reer Rooble
  - Reer Faatax
  - Reer Faahiye
  - Reer Kheyr
  - Reer Siyaad Liibaan
  - Rubeeco (Reer Diini)
- Reer Faarax Ugaas
  - Reer Xirsi Faarax
  - Reer Rooble Faarax
  - Reer Guleed Faarax
  - Reer Samatar Faarax
    - Reer Iimaan Samatar.
    - Reer Nuur Samatar.
    - Reer Sharmaarke Samatar.
    - Reer Faarax Samatar.

  - Reer Diini Faarax
    - Bah Darandoole
      - Reer Kooshin
      - Reer Nuur
      - Ciise Nuur
      - Cabdalle Nuur
      - Axmed Nuur
      - Reer Warfa
      - Reer Mahamud
      - Reer Farah
      - Reer Shirwac

    - Bah Xawaadle
      - Reer Warsame
      - Reer Siyaad
        - Reer Cigaal Siyaad
        - Reer Cabdille Siyaad
        - Reer Maxamed Siyaad
        - Reer Cismaan Siyaad
        - Reer Shirwac Siyaad
        - Reer Ciroobe Siyaad
        - Reer Faarax Siyaad
        - Reer Cilmi Siyaad

      - Reer Ugas Sharmake

    - Bah Ogaadeen
      - Reer Dalal
        - Reer Warfaa Dalal
        - Reer Alamagan Dalal
        - Reer Ali Dalal
        - Reer Warsame Dalal
        - Reer Kooshin Dalal

      - Reer Hirsi
      - Reer Guuleed Maxamuud
- Habar Isse
  - Reer Ahmed
  - Abdalle
- Siyad Husein
  - Reer Farax Siyad
  - Reer Cigaal Siyaad
- Ali Hussein
- Celi
  - Reer Gacal
  - Reer Qumane
  - Reer Fiqi Yusuf
    - Reer Isaxaq Fiqi
    - Reer Ibrahim Fiqi
    - Reer Xaji Fiqi
    - Reer Abdirixman Fiqi
    - Reer Ciise Fiqi

  - Reer Gurey
  - Reer Adan Roob
  - Reer Muuse
  - Reer Aadan sharmaarke
  - Reer Baraale
- Bah-Abaskul
- Ali-Dhere
  - Reer Muumin
  - Reer Omar Rooble
  - Reer Ziyad Diini
  - Reer Qawl-Lehe
  - Dhaban Cade
  - Reer Samakaab
  - Reer Liibaan
  - Bah Sacad
  - Aadan Buraale
  - Reer Sheikh Samatar
    - Mubarak
    - Haji Sheikh
    - Sharmarke Sheikh
    - Hassan Sheikh
    - Mohamed Sheikh
    - Adan Sheikh
    - Masale Sheikh
    - Ahmed Sheikh
    - Mahad Sheikh
- Talhe
  - Cumar
  - Max'ed
- Reer Hassan
  - Reer Yusuf
  - Waq Maashe
  - Ibrahim
- Soonfure
- Reer Garaad
  - Ahmed
    - Nasir
    - Guled
    - Wacays
    - Sharawe
    - Kamac
    - Xariiro
    - Khalaf
    - Shirwac
- Reer Cusmaan
  - Reer Idiris
    - Reer Sadiiq

  - Reer Akoon
  - Reer Saleeban
- Yosef Mohamed
- Ina Nuur
- Reer Ahmed Husein
  - Reer Samatar
  - Reer Bale
- Uurmidig
- Hirabe Mataan
- Fiqi Yaqcub
- Reer Cisman